# Путьовка
Путьовка (рос. Путё́вка, розм. Снежка) — селище в Брянському районі Брянської області, Росія.
Поселення є приміським селищем Брянська.
Населення Путьовки становить 4 277 осіб (2009).
2008 року відкрито великий новий спорткомплекс.

## Населення
| Рік  | Населення |
| ---- | --------- |
| 1979 | 984       |
| 1989 | 1179      |
| 1999 | 2731      |
| 2002 | 3730      |
| 2007 | 3806      |
| 2008 | 4047      |
| 2009 | 4277      |